# Huts (lied)
Huts (gestileerd als HUTS) is een Nederlandstalig rapnummer, uitgebracht door een gelegenheidsformatie van de dj's The Blockparty en Esko. Het nummer was bij vooral de jongere generatie populair in de laatste maanden van 2018 en de eerste maanden van 2019.
Het nummer werd in november 2018 uitgebracht en behaalde eerste plek in de Nederlandse Single Top 100 en de zestiende plek in de Nederlandse Top 40. De single heeft in Nederland de driedubbele platina status.

## Stopwoordje
Het woord huts werd door dit lied bij Nederlandse jongeren een populair straattaal-stopwoordje, eventueel met een toevoeging huts a niffauw. Het woord heeft geen bepaalde betekenis; men kan hier volgens bedenker Loucos een eigen invulling aan geven.